# Robert Lattès
Robert Lattès, né le 13 décembre 1927 à Paris et mort le 24 janvier 2008 à Clamart, est un mathématicien, dirigeant et administrateur de sociétés, prospectiviste, champion de bridge et écrivain français.

## Biographie

### Jeunes années
Il est admis à l'École normale supérieure (Paris), rue d'Ulm. Il obtient l'agrégation de mathématiques.

### Mathématiques
De 1953 à 1958, il travaille au CNRS où il fait des mathématiques pures, puis au CEA, dans le département de physique mathématique et calculateurs. Il s'intéresse aux équations différentielles, et publie notamment en 1967 Méthode de quasi-reversibilite et applications, en collaboration avec Jacques-Louis Lions chez Dunod, ouvrage dont la traduction en anglais fait l'objet de 460 citations selon Google.

### Carrière en entreprise et Prospective
En 1959, il entre dans le groupe Sema-Metra, où il occupe des positions de direction.
En 1975, il intègre la banque de Paribas, où il s'occupe des études et de la prospective jusqu'en 1987. C'est l'époque où il crée Transgène dont il est le 1er président de 1980 à 1985.
En 1988, il suit Pierre Moussa à la banque Pallas. Il est président de Pallas Venture et de Parindev (1988-95) et vice-président de Pallas-Finance (1990-95).
Il est membre actif du Club de Rome, notamment à l'époque de la publication du rapport Meadows.

### Bridge
Il étudie les systèmes d'enchères, et on lui doit des améliorations des réponses aux ouvertures de 2♣ fort. Il publie des articles dans la Revue française de bridge.
Il est membre de l'équipe de France qui gagne la Bermuda Bowl en 1956. Cette équipe, menée par Robert de Nexon, était composée des 6 joueurs suivants : René Bacherich, Robert Lattès, Pierre Jaïs, Roger Trézel, Pierre Ghestem et Bertrand Romanet.
Il abandonne les compétitions de bridge peu après ce grand succès.

## Distinctions
Il est membre du Conseil pour les applications de l'Académie des sciences (CADAS), devenu ultérieurement l'Académie des technologies.
Il est officier de la Légion d'honneur et commandeur de l'Ordre national du mérite.

## Principaux ouvrages
- Quelques méthodes de résolution de problèmes aux limites de la physique mathématique (1967), éd. Gordon & Breach
- Méthode de quasi-réversibilité et applications (1967, avec J.L. Lions), éd. Dunod, 368 p.
- Mille milliards de dollars (1969), Éditions et publications premières, coll. « Edition spéciale », 221 p. Le nom de ce livre d'économie fut repris par le film Mille milliards de dollars de Henri Verneuil (1982)
- Matière grise année zéro (1970), avec Jacques Lesourne et Richard Armand, éd. Denoël
- Pour une autre croissance (1971), éd. du Seuil, où il évoque l'incompatibilité de la croissance avec l'épuisement des ressources naturelles et le gaspillage[7]
- Une nouvelle industrie : la matière grise (1973, avec Jacques Lesourne et Richard Armand), éd. Denoël
- La Fortune des Français (1977), éd. J.C. Lattes, où il préconise la création d'un impôt sur la fortune au taux de 1%[8]
- L'Apprenti et le sorcier (1988), en collaboration avec Georges Suffert, éd. Plon
- Le Risque et la fortune (1990),  éd. J.C. Lattes